# Římskokatolická farnost Hluboké Mašůvky
Římskokatolická farnost Hluboké Mašůvky je územní společenství římských katolíků s farním kostelem Navštívení Panny Marie ve znojemském děkanství.

## Historie farnosti
Když jevišovické panství, k němuž patřily i Hluboké Mašůvky, koupil Jan Ludvík Raduit de Souches, dal v roce 1680 postavit místo dosavadní dřevěné kaple kamenný kostelík, kterému věnoval sošku Panny Marie de Foi. V roce 1701 byl povolán kněz z premonstrátského kláštera v Louce, který zde o nedělích a svátcích sloužil mši svatou v letním období. V roce 1744 bylo přestavěno obydlí poustevníka na prostornější pro kněze a od toho roku zde již kněží z louckého kláštera také bydleli a obstarávali bohoslužby. V roce 1860 byla duchovní správa oddělena od fary v Příměticích a povýšena na samostatnou lokální správu. 

## Duchovní správci
Od roku 1859 do roku 1863 zde působil P. František Poimon, spisovatel a redaktor, člen družiny Františka Sušila, sběratele národních moravských písní. Zasloužil se o zřízení hřbitova v obci a Kalvárie s dřevěnými kapličkami Křížové cesty. Velkou měrou povznesl zdejší poutní místo P. Josef Parma, který zde působil v letech 1946–1954. Byla obnovena křížová cesta, vybudována socha Krista v Getsemanech, Boží hrob, kaple nad Svatou studní s malou kolonádou, socha Panny Marie La-Salletské, Mariánská cesta s obrazy poutních míst, Lurdská jeskyně, terasa se sochami světců a největším jeho dílem byla přístavba kostela s věží.
Za působení P. Ludvíka Tichého byla v roce 1975 přistavěna sakristie, pořízeny nové varhany a na průčelí kostela mozaika sošky P. Marie de Foi s adorujícími cheruby. V roce 1990 byla zahájena nová tradice konání měsíčních mariánských poutí. 
V roce 2001 nastoupil do farnosti P. Gerhard Maria Walder, člen řádu servitů, který zde nyní působí jako farní vikář. Od 15. srpna 2012 je administrátorem R. D. Mgr. Stanislav Váša. Ten byl s platností od 1. srpna 2017 zde ustanoven farářem. 

## Bohoslužby
| Kostel                 | Místo           | Bohoslužba (den)                               | Hodina | Poznámka     |
| ---------------------- | --------------- | ---------------------------------------------- | --- | ------------ |
| Navštívení Panny Marie | Hluboké Mašůvky | neděle pondělí středa pátek 1. sobota v měsíci | 9.30 18.00 (pouze v červenci a srpnu) 17.00 (zima)/18.00 (léto) 15.00 (německy), 17.00 (česky, zima)/18.00 (česky, léto) | Farní kostel |

Každou první sobotu v měsíci se koná mariánská pouť. V 15 hodin je sloužena pro poutníky z Rakouska mše v německém jazyku, v zimním období se konají v 17 hodin bohoslužby v kostele, v letním období v 18 hodin v Lurdské jeskyni. Hlavní pouť se koná vždy první sobotu a neděli v měsíci červenci.

## Aktivity ve farnosti
Dnem vzájemných modliteb farností za bohoslovce a bohoslovců za farnosti brněnské diecéze je 2. červen. Adorační den připadá na 24. srpna.
Farnost organizuje různé akce (měsíční pouti, Hromniční pouť, nácvik souboru Pramínek, adventní setkání, mikulášské setkání, Svatoštěpánská koleda aj.). Ve spolupráci s obecním úřadem se podílí na vítání dětí do života, na hasičské pouti, učitelské pouti a jiných akcích.
Ve farnosti se pravidelně koná tříkrálová sbírka. V roce 2017 činil její výtěžek 12 187 korun.